# Henri Bédarida
Pour les articles homonymes, voir Bédarida.
Henri Bédarida (né le 9 mars 1887 à Lyon et mort le 22 décembre 1957 à Paris) est un chercheur en littérature, italianisant et romanisant. 

## Biographie
Étudiant à la faculté des lettres de Paris, il est reçu premier à l'agrégation d'italien en 1919 puis il fait deux thèses (1927) sur « Parme et la France de 1748 à 1789 » et sur « Les Premiers Bourbons de Parme et l'Espagne (1731-1802) ». Il enseigne l'italien au collège Sainte-Barbe en 1912-1913 puis il est  lecteur à l'université de Bologne en 1914 et en 1919 ainsi qu'aux lycées de Digne en 1919 et d'Annecy en 1919-1920. Il est ensuite de nouveau lecteur à Bologne de 1920 à 1923 et professeur à l'Institut français de Florence de 1922 à 1927 puis à l'Institut français de Naples de 1927 à 1928. Il enseigne par la suite à l'université de Lyon en tant que chargé de cours en 1929-1931 et à l'université de Grenoble en tant que maître de conférences de langue et littérature italiennes en 1931 puis en tant que professeur en 1934-1935. En 1936, il succède à Henri Hauvette à la chaire d'italien à la Sorbonne et, en 1937, il est professeur de langue et littérature italiennes dans cette université. Il est également assesseur du doyen de la faculté des lettres de Paris. 
Au cours de sa carrière, il a été le directeur de l'Institut d'études italiennes, de la Société d'études italiennes et de la Revue des études italiennes.
Il s'engage pendant la Guerre dans la Résistance catholique, en protestant contre la politique raciale de Vichy. Il est le premier président du Centre catholique des intellectuels français (CCIF), fondé dans la clandestinité en 1941. Après la Seconde Guerre mondiale, il est membre du Comité consultatif des Universités en 1944 et il est président du Centre universitaire catholique puis du Centre catholique des universitaires français.
Henri Bédarida est le père de l'historien François Bédarida (1916–2001) et le beau-père de l'historienne Renée Bédarida (1919–2015).

## Publications
- Parme et la France de 1748 à 1789, Paris, 1928, prix Thérouanne de l’Académie française
- Les premiers Bourbons de Parme et l'Espagne (1731-1802), Paris, 1927, thèse complémentaire
- (traduction) Benedetto Croce, Histoire de l'Italie contemporaine (1871–1915), Paris 1929
- À l'apogée de la puissance bourbonienne. Parme dans la politique française au XVIIIe siècle, Paris, 1930
- Théophile Gautier et l'Italie, Paris, 1934
- (avec Paul Hazard) L'influence française en Italie au dix-huitième siècle, Paris, 1934
- Théophile Gauthier et l'Italie, Paris, 1934
- (éditeur) Gabriele d'Annunzio, Textes inédits, versions nouvelles, souvenirs et essais, Paris, 1942
- (traducteur) Francesco Perri, Le Disciple inconnu. Roman historique de l'époque du Christ, Paris, 1946 (original : Il discepolo ignoto, Mailand, 1940)
- (éditeur) À travers l'art italien du XVe au XXe siècle. Essais, notes et commentaires, Paris, 1949
- (éditeur) Pensée humaniste et tradition chrétienne aux XVe et XVIe siècles. Essais, notes et documents, Paris, 1950
- (traducteur) Benedetto Croce, Histoire de l'Europe au dix-neuvième siècle, Paris 1959, 1973, 1994 (original 1935)